# Xã Poe, Quận Ringgold, Iowa
Xã Poe (tiếng Anh: Poe Township) là một xã thuộc quận Ringgold, tiểu bang Iowa, Hoa Kỳ. Năm 2010, dân số của xã này là 169 người.